# 乔治·阿波

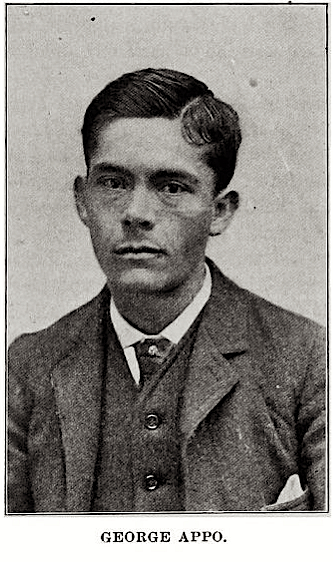
George Appo (1880)

乔治·华盛顿·阿波（英語：George Washington Appo，1856年6月4日—1930年5月17日）生于纽黑文，逝世于纽约。是一位美籍爱尔兰裔的罪犯。在多年行窃、诈骗和贩毒后，他成为了纽约市调查警察腐败的重要证人。在这之后，阿波在继续犯罪的同时，成为了“防止犯罪协会（Society for the Prevention of Crime）”的线人。因为在纽约犯罪的历史十分出名，后来他在百老汇本色出演了基于他犯罪故事改变的戏剧, 在73岁逝于纽约。

## 人生

### 由来于童年

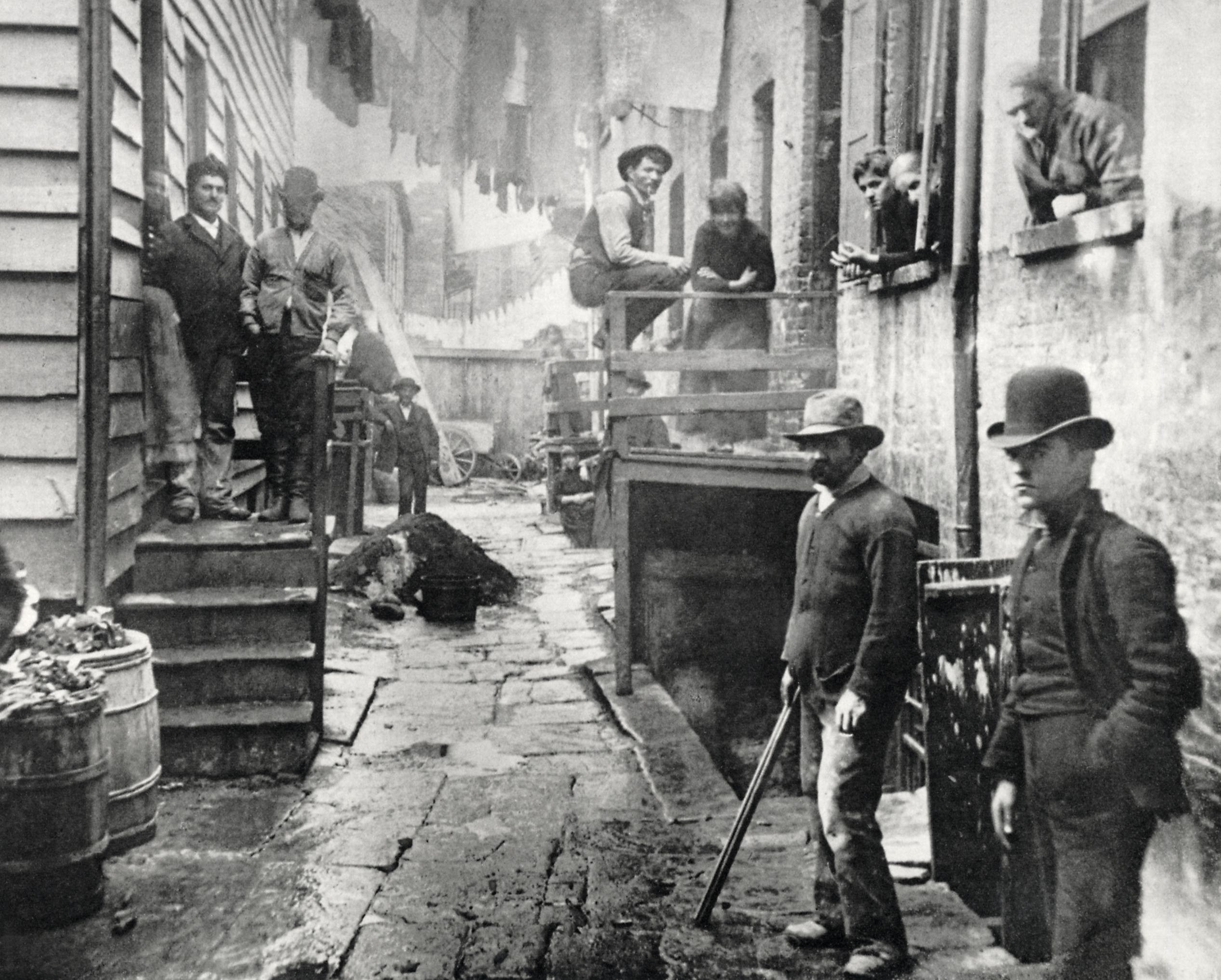
五点贫民窟（1890年）

乔治·阿波的父亲是Lee Ah Bow，又名Quimbo Appo（约1825–1912）。他父亲来自浙江省，1847年去了旧金山，成为旧金山市内第一批中国移民的一员。1849年Quimbo加入了淘金者的行列，去了美国东海岸，分别在波士顿、纽约和纽黑文定居。1854年与来自都柏林的爱尔兰裔美国人Catherine Fitzpatrick结婚。1856年，在乔治刚出生几周后，搬到了曼哈顿的五点贫民窟。在那时，此地被来自世界各地的移民所居住，移民们互相争吵。此处的警察局由腐败的Tammany Hall 所控制。在这里，Quimbo当了一名茶馆服务员。
1859年，在乔治还没满3周岁大时，他的父亲和醉酒的母亲发生了争执，杀死了前来的女房东并伤到了两名住在一起的房客。Quimbo Appo在第一次审判中被判死刑。第二次审判中，判决改为十年有期徒刑。他的父亲在服刑四年后被提前释放。与此同时，他的母亲和他的妹妹乘船逃往了加利福尼亚州，并在一次船难中丧生。乔治独自一人留在纽约市。
在另外两次谋杀、多次暴力行为和多次苦刑后，他的父亲Quimbo Appo成为了当时纽约市最著名的中国人，人称“中国恶魔”、“恶魔Appo”。（„Chinese Devil Man“、„Devil Appo“）。最终他在监狱-精神病院Matteawan State Hospital for the Criminally Insane服刑，死于1912年。